# Villa Alexandre
La villa Alexandre est une villa située au Touquet-Paris-Plage dans le département du Pas-de-Calais en France. Les façades et les toitures de la villa font l’objet d’une inscription au titre des monuments historiques depuis le 10 février 2005.

## Localisation
Cette villa est sise au no 1 de la rue de Paris.

## Construction
La villa a été construite en 1901 sur les plans de l'architecte Louis Holtet modifiée vers 1911 par l'architecte Ferdinand Gombeau, qui y ajoute des éléments Art nouveau.
La caractéristique de cette villa balnéaire réside dans une tourelle d'angle faisant la transition entre les deux façades.

## Pour approfondir